# 二丙酸美雄醇
二丙酸美雄醇（缩写MADP，或称为二丙酸甲基雄烯二醇，美雄醇-3β,17β-二丙酸酯）是一种人工合成的雄激素酯，商品名有：Arbolic、Durabolic、Or-Bolic、Probolik、Protabolin等。